# Centaurea pterocaula
Centaurea pterocaula là một loài thực vật có hoa trong họ Cúc. Loài này được Trautv. mô tả khoa học đầu tiên năm 1873.